# Alpine Skiweltmeisterschaften 1996
Die 33. Alpinen Skiweltmeisterschaften fanden vom 12. bis 25. Februar 1996 in der spanischen Sierra Nevada in der Nähe der Stadt Granada statt. Sie hätte planmäßig im Jahr 1995 stattfinden sollen. Aufgrund des Schneemangels in der Sierra Nevada musste sie jedoch zum ursprünglichen Termin abgesagt werden und wurde um ein Jahr verschoben.

## Absage 1995
Die Absage wurde offiziell um 15 Uhr am 26. Januar 1995 (somit drei Tage vor der offiziellen Eröffnung) mitgeteilt. Es wurde ein Verlust von ca. 17,5 Mio. DM (16,2 Mio. CHFr/130 Mio. Schilling) genannt. Die Absage stellte auch viele Anforderungen an die TV-Stationen, die ihre Kameras wieder abbauen und heimtransportieren mussten – aber auch an viele andere Organisationen, die vor Ort kleine Gebäude errichtet hatten, z. B. der „Österreichische Wirtschaftsbund“ mit seinem bei diesen Ereignissen vertretenen „Österreich-Haus“ und der auch eine große Menge an Speisen und vor allem Getränken nach Spanien gebracht hatte.

## Eröffnung
Die Feier begann am 11. Februar 1996 ab 19 Uhr im Fußballstadion „Los Cármenes“ in Granada (Estadio Nuevo Los Cármenes). Die spanische Königsfamilie hatte den Ehrenschutz übernommen, König Juan Carlos I. selbst sprach die Eröffnungsworte. Anwesend waren auch Ministerpräsident Felipe González sowie die Präsidenten des IOC, Juan Antonio Samaranch, und der FIS, Marc Hodler. Die Moderation führten die erfolgreichen Alpin-Olympioniken Francisco und Blanca Fernandez-Ochoa durch.

### Wissenswertes
- An den Weltmeisterschaften nahmen 352 Sportler aus 50 Nationen teil.
- Seitens des Organisationschefs Manuel Hernández waren 200 Schneekanonen im Einsatz; das Budget von 160 Mio. Pesetas wurde von der Region Granada, dem Land Andalusien und dem spanischen Staat aufgebracht.
- Der Österreichische Skiverband hatte 15 Herren und 9 Damen genannt, darunter Stephan Eberharter, der jedoch durch seine Verletzungen in den letzten Jahren keine Weltcup-, sondern nur Europacup und „gewöhnliche“ FIS-Rennen bestritten hatte und praktisch fünf Jahre nach seinem Titelgewinn im Super-G diesen verteidigen durfte (nachdem 1993 dieser hatte gecancelt werden müssen). Im Herren-Aufgebot war Hannes Trinkl allerdings bloß als Ersatz vorgesehen.
- Die ARD hatte für die Übertragung des Herren-Kombinationsslaloms ca. 1,43 Mio. DM bezahlt, doch wegen der geänderten Startzeit am Abend des 20. Februar konnte sie diesen wegen anderer festgelegter Programme (es war dies zudem der Faschingdienstag) nicht zeigen, weshalb angekündigt wurde, Regressansprüche bei der FIS geltend zu machen.[2]

### Programm
Herren
- 13. Februar: 11:30 Uhr Super-G
- 17. Februar: 11:30 Uhr Abfahrt
- 19. Februar: 11:30 Uhr Kombinations-Abfahrt
- 20. Februar: 10:00 und 13:00 Uhr Kombinations-Slalom
- 23. Februar: 09:30 und 13:00 Uhr Riesenslalom
- 25. Februar: 09:30 und 13:00 Uhr Slalom

Damen
- 12. Februar: 11:30 Uhr Super-G
- 16. Februar: 11:30 Uhr Kombinations-Abfahrt
- 18. Februar: 11:30 Uhr Abfahrt
- 19. Februar: 10:00 und 13:00 Uhr Kombinations-Slalom
- 22. Februar: 09:30 und 13:00 Uhr Riesenslalom
- 24. Februar: 09:30 und 13:00 Uhr Slalom

Die Herren-Abfahrt konnte nicht termingerecht ausgetragen werden, weil keine Trainings möglich gewesen waren, was aber nicht an Wetterunbillen lag, sondern am ziemlich reduzierten Fleiß des für die Präparierung zuständigen Personals. Dies führte zu Protesten der TV-Werbekunden. So gab es erst am eigentlichen Renntag ab 10:00 Uhr einen Zeitlauf.

### Verletzungen
- Einen folgenschweren Zwischenfall gab es am 14. Februar beim ersten Abfahrtstraining der Damen auf der Piste „Velera“, wo die russische Läuferin Tatjana Lebedewa in Tempo 100 km/h mit dem die Piste querenden ehemaligen Cheftrainer (bis 1972) und den USA (1974–1991) und nunmehr USA-FIS-Funktionär Harald Schönherr aus Park City kollidierte. Lebedewa erlitt einen Schien- und Wadenbeinbruch rechts, Schönhaar einen Trümmerbruch im linken Unterschenkel; beide wurden in die Universitätsklinik in Granada gebracht und dort operiert. Lebedewa war mit Nr. 30 die letzte Läuferin vor einer Unterbrechung gewesen. Schönhaar hatte sich mit dem deutschen FIS-Funktionär Dieter Wieder an der Piste aufgehalten und dürfte einen Funkspruch missverstanden und geglaubt haben, dass die Strecke frei sei.[4]
- Am 10. Februar 1996 rutschte Alexandra Meissnitzer auf einer Stiege vor dem Mannschaftshotel aus, zog sich eine Knöchelverstauchung zu, die sich auf ihre Leistungen in den von ihr bestrittenen Rennen sehr negativ auswirkte und dazu führte, dass sie wegen der Schmerzen zum 2. Durchgang im Riesenslalom nicht mehr antrat.
- Auch am 10. Februar erlitt Martina Ertl bei einem Sturz im Riesenslalom-Training eine Schuhrandprellung links; es wurde für sie daher ein weicherer Schuh „gebastelt“.[5][6]
- Peter Rzehak zog sich am 17. Februar bei einem Trainingssturz einen Riss der Partillasehne im rechten Knie zu. Nach einer Erstversorgung in Granada wurde er in die Universitätsklinik in Innsbruck überstellt und von Karl Bernedetto operiert.[7]
- Bruno Kernen erlitt im Kombinationsslalom eine Verstauchung der Wirbelsäule; es wurde ihm eine Halskrause angebracht.[8]

## Sonstiges
- Michael Tritscher hatte schon im Vorfeld wegen eines zu hohen Risikos auf die Weltmeisterschaftsteilnahme verzichtet.[9]
- Renate Götschl verschlief die Siegerehrung für die Damenkombination, in der sie Vierte geworden war. Die 20-Jährige war bei einem Großereignis noch nie in dieser Position und daher der Meinung gewesen, dass hierbei nur die drei Medaillengewinnerinnen eingeladen seien.[10]
- Es gab bereits zum 20. Mal ein sogenanntes „Österreich-Haus“ (Kosten rund 8 Mio. Schilling, davon 3,5 Mio. von der Wirtschaftskammer, der Rest von 34 österreichischen Firmen finanziert), welches sogar bei dessen Eröffnung von König Juan Carlos besucht wurde. Das war darin begründet, dass die Österreicher dieses Haus im Jahr 1995 trotz der Absage aufgebaut hatten, was dem Monarchen imponiert hatte.[11]
- Der Großteil der österreichischen Journalisten boykottierte einen „spanisch-österreichischen Abend“ am 21. Februar, da in der in Granada erscheinenden Lokalzeitung „Ideal“ ein großer Aufmacher die Leserschaft über Österreichs Geschichte wissen ließ, dass „man dort lange nicht gewusst habe, wo Granada überhaupt liegt (vielleicht in Afrika?)“ oder dass „Österreich noch zu den Barbaren gehört hat, als Granada das Weltzentrum für Kultur und Wirtschaft war“.[12] Es kam aber doch noch am 21. Februar zu einer Versöhnung zwischen ÖSV-Boss Peter Schröcksnadel und dem WM-Chef Jeronimo Paez, die bei einem österreichisch-spanischen Abend im Österreich-Haus mit Bier anstießen.[13]

## Erwähnenswertes
Der Kombinations-Slalom der Männer war der erste WM-Wettbewerb überhaupt in der Geschichte alpiner Skiweltmeisterschaften, der abends unter Flutlicht stattfand. Dieser Slalom war außerdem zu einem Ersatztermin eingeschoben worden.

### Dies und das
- Der erste Teil des österreichischen Teams (Damen) kam am 8. Februar verspätet in Spanien an, da der Flug in Zürich versäumt worden war; auch Teile des Gepäcks trafen verspätet ein oder waren auch einen Tag danach noch nicht vor Ort. Beim DSV-Team waren die Skier von Katja Seizinger verschwunden. Eine Kuriosität bestand darin, dass die Hauptkonkurrentinnen, die US-Girls, die Damen des DSV und die Österreicherinnen in einem gemeinsamen Hotel untergebracht waren.[14]
- Strapaziös war der WM-Einstand für die nur für die technischen Bewerbe angereiste Claudia Riegler, denn sie musste insgesamt dreimal das Hotel wechseln (im zuerst für den 12. Februar gebuchten Hotel war trotzdem nichts frei gewesen), das Wachsmaterial war im offiziellen Mannschaftshotel gelandet, wo es von einem Teil des bereits nach Japan abreisenden italienischen Team mitgenommen worden war, dann doch noch aufgefunden wurde.[15]
- Österreichs Fahnenträger war Stephan Eberharter.[16]

## Männer

### Abfahrt
| Platz | Land | Sportler               | Zeit        |
| ----- | ---- | ---------------------- | ----------- |
| 1     | AUT  | Patrick Ortlieb        | 2:00,17 min |
| 2     | ITA  | Kristian Ghedina       | 2:00,44 min |
| 3     | FRA  | Luc Alphand            | 2:00,45 min |
| 4     | NOR  | Lasse Kjus             | 2:00,64 min |
| 5     | CAN  | Brian Stemmle          | 2:00,92 min |
| 6     | AUT  | Günther Mader          | 2:01,28 min |
| 7     | ITA  | Werner Perathoner      | 2:01,36 min |
| 8     | ITA  | Peter Runggaldier      | 2:01,38 min |
| 9     | AUT  | Hannes Trinkl          | 2:01,83 min |
| 10    | SUI  | Xavier Gigandet        | 2:02,07 min |
| -     | -    | -                      | -           |
| 13    | SUI  | William Besse          | 2:02,13 min |
| 16    | AUT  | Hans Knauß             | 2:02,28 min |
| 17    | SUI  | Bruno Kernen           | 2:02,30 min |
| 19    | SUI  | Daniel Mahrer          | 2:02,61 min |
| 20    | GER  | Stefan Krauß           | 2:03,03 min |
| 26    | LIE  | Markus Foser           | 2:03,52 min |
| 30    | GER  | Max Rauffer            | 2:03,86 min |
| 31    | GER  | Berni Huber            | 2:03,97 min |
| 32    | SUI  | Urs Lehmann            | 2:03,98 min |
| 36    | GER  | Michael Brunner        | 2:04,73 min |
| 38    | LIE  | Jürgen Hasler          | 2:04,89 min |
| 42    | LIE  | Achim Vogt             | 2:05,06 min |
| 68    | MEX  | Hubertus von Hohenlohe | 2:14,55 min |

Titelverteidiger: Urs Lehmann (SUI)

Datum: 17. Februar, 14:00 Uhr

Piste: „Veleta“

Länge: 3930 m, Höhenunterschied: 950 m

Tore: 42
Am Start waren 75 Läufer, alle erreichten das Ziel.

### Super-G
| Platz | Land | Sportler               | Zeit        |
| ----- | ---- | ---------------------- | ----------- |
| 1     | NOR  | Atle Skårdal           | 1:21,80 min |
| 2     | SWE  | Patrik Järbyn          | 1:22,09 min |
| 3     | NOR  | Kjetil André Aamodt    | 1:22,11 min |
| 4     | FIN  | Janne Leskinen         | 1:22,37 min |
| 5     | AUT  | Patrick Wirth          | 1:22,48 min |
| 6     | NOR  | Lasse Kjus             | 1:22,57 min |
| 7     | AUT  | Günther Mader          | 1:22,59 min |
| 8     | ITA  | Alessandro Fattori     | 1:22,60 min |
| 9     | AUT  | Hans Knauß             | 1:22,63 min |
| -     | -    | -                      | -           |
| 13    | SUI  | Marco Hangl            | 1:22,83 min |
| 16    | GER  | Tobias Barnerssoi      | 1:23,03 min |
| 17    | SUI  | Bruno Kernen           | 1:23,12 min |
| 20    | AUT  | Richard Kröll          | 1:23,67 min |
| 24    | GER  | Max Rauffer            | 1:23,88 min |
| 25    | LIE  | Achim Vogt             | 1:24,02 min |
| 27    | SUI  | William Besse          | 1:24,14 min |
| 30    | SUI  | Steve Locher           | 1:24,40 min |
| 34    | GER  | Berni Huber            | 1:24,66 min |
| 73    | MEX  | Hubertus von Hohenlohe | 1:34,19 min |

Bei den Weltmeisterschaften 1993 abgesagt; Titelverteidiger 1991: Stephan Eberharter (AUT)

Datum: 13. Februar, 11:30 Uhr

Piste: „Granados“

Länge: 2425 m, Höhenunterschied: 640 m

Tore: 44
Am Start waren 96 Läufer, 82 von ihnen erreichten das Ziel.
Ausgeschieden u. a.: Stephan Eberharter (AUT), Markus Foser (LIE)
Für die ÖSV-Herren war der Super-G bereits im oberen Streckenteil mit seinen vielen Richtungsänderungen verloren, denn die dort erreichten Zwischenzeiten mit den Rängen 15 (Wirth), 21 (Knauss) und 32 (Mader) waren ein zu hoher Ballast, das konnte bei der Aufholjagd (zweitbeste Zwischenzeiten in den weiteren Abschnitten) nicht mehr gutgemacht werden.

### Riesenslalom
| Platz | Land | Sportler               | Zeit        |
| ----- | ---- | ---------------------- | ----------- |
| 1     | ITA  | Alberto Tomba          | 1:58,63 min |
| 2     | SUI  | Urs Kälin              | 1:59,07 min |
| 3     | SUI  | Michael von Grünigen   | 1:59,45 min |
| 4     | NOR  | Lasse Kjus             | 1:59,51 min |
| 5     | SUI  | Steve Locher           | 2:00,62 min |
| 6     | AUT  | Christian Mayer        | 2:01,11 min |
| 7     | SWE  | Fredrik Nyberg         | 2:01,30 min |
| 8     | SLO  | Jure Košir             | 2:01,91 min |
| -     | -    | -                      | -           |
| 12    | AUT  | Günther Mader          | 2:02,36 min |
| 13    | SUI  | Paul Accola            | 2:02,46 min |
| 16    | GER  | Tobias Barnerssoi      | 2:04,64 min |
| 18    | LIE  | Marco Büchel           | 2:04,78 min |
| 20    | GER  | Andreas Ertl           | 2:05,41 min |
| 42    | MEX  | Hubertus von Hohenlohe | 2:28,16 min |

Titelverteidiger: Kjetil André Aamodt (NOR)

Datum: 23. Februar, 09:30 Uhr (1. Lauf), 13:30 Uhr (2. Lauf)

Piste: „Fuente del Tesoro“

Länge: 1450 m, Höhenunterschied: 395 m

Tore: 48 (1. Lauf), 50 (2. Lauf)
Am Start waren 103 Läufer, 54 von ihnen erreichten das Ziel.
Ausgeschieden u. a.: Achim Vogt (LIE), Alois Vogl (GER), Stefan Stankalla (GER), Mario Reiter (AUT), Patrik Järbyn (SWE), Marc Girardelli (LUX), Gerhard Königsrainer (ITA), Christophe Saioni (FRA), Daron Rahlves (USA) (alle erster Lauf); Thomas Grandi (CAN), Tom Stiansen (NOR), Johan Wallner (SWE) (alle zweiter Lauf)

Disqualifikation erster Lauf (3): Hans Knauß (AUT), Alessandro Fattori, Patrick Holzer (beide ITA)

### Slalom
| Platz | Land | Sportler              | Zeit        |
| ----- | ---- | --------------------- | ----------- |
| 1     | ITA  | Alberto Tomba         | 1:42,26 min |
| 2     | AUT  | Mario Reiter          | 1:42,57 min |
| 3     | SUI  | Michael von Grünigen  | 1:42,81 min |
| 4     | SUI  | Andrea Zinsli         | 1:43,48 min |
| 5     | SLO  | Andrej Miklavc        | 1:43,76 min |
| 6     | FRA  | Sébastien Amiez       | 1:43,79 min |
| 7     | NOR  | Ole Kristian Furuseth | 1:43,97 min |
| 8     | NOR  | Kjetil André Aamodt   | 1:44,07 min |
| 9     | AUT  | Christian Mayer       | 1:44,51 min |
| -     | -    | -                     | -           |
| 12    | SUI  | Urs Kälin             | 1:45,78 min |

Titelverteidiger: Kjetil André Aamodt (NOR)

Datum: 25. Februar, 09:30 Uhr (1. Lauf), 13:30 Uhr (2. Lauf)

Piste: „Neveros“

Länge: 560 m, Höhenunterschied: 220 m

Tore: 60 (1. Lauf), 61 (2. Lauf)
Gemeldet waren 100 Läufer, aber am Start waren 96 Läufer, 36 von ihnen erreichten das Ziel.

Nach dem ersten Lauf lag Tomba auf Rang 6.
Ausgeschieden u. a.: Thomas Sykora (AUT), Didier Plaschy (SUI), Thomas Grandi (CAN), Hubertus von Hohenlohe (MEX),
Andreas Ertl, Stefan Stankalla (beide GER), Chip Knight (USA), Rene Mlekuž (SLO) (alle erster Lauf); Finn Christian Jagge (NOR), Jure Košir (SLO), Alois Vogl (GER), Martin Hansson (SWE) (alle zweiter Lauf).

Disqualifiziert u. a.: Bernhard Bauer (GER) nach dem ersten Lauf, Kiminobu Kimura (JPN) nach dem zweiten Lauf.

Nicht angetreten: Thomas Stangassinger (AUT), Marco Büchel, Achim Vogt (beide LIE); Marc Girardelli (LUX)

### Kombination
| Platz | Land | Sportler               | Zeit A        | Zeit S        | Gesamt      |
| ----- | ---- | ---------------------- | ------------- | ------------- | ----------- |
| 1     | LUX  | Marc Girardelli        | 1:52,96 (4.)  | 1:38,99 (2.)  | 3:31,95 min |
| 2     | NOR  | Lasse Kjus             | 1:51,82 (1.)  | 1:40,38 (9.)  | 3:32,20 min |
| 3     | AUT  | Günther Mader          | 1:52,38 (2.)  | 1:40,55 (10.) | 3:32,93 min |
| 4     | AUT  | Mario Reiter           | 1:56,42 (23.) | 1:36,57 (1.)  | 3:32,99 min |
| 5     | SLO  | Mitja Kunc             | 1:53,26 (6.)  | 1:40,16 (8.)  | 3:33,42 min |
| 6     | NOR  | Kjetil André Aamodt    | 1:52,66 (3.)  | 1:41,63 (12.) | 3:34,29 min |
| 7     | CAN  | Thomas Grandi          | 1:55,33 (16.) | 1:40,04 (7.)  | 3:35,37 min |
| 8     | NOR  | Finn Christian Jagge   | 1:55,97 (20.) | 1:39,93 (5.)  | 3:35,90 min |
| -     | -    | -                      | -             | -             | -           |
| 11    | SUI  | Paul Accola            | 1:55,55 (11.) | 1:41,75 (13.) | 3:36,30 min |
| 20    | SUI  | Markus Hermann         | 1:53,90 (7.)  | 1:49,86 (26.) | 3:43,76 min |
| 28    | GER  | Michael Brunner        | 1:56,43 (24.) | 1:51,71 (29.) | 3:48,14 min |
| 42    | MEX  | Hubertus von Hohenlohe | 2:01,85 (42.) | 2:13,52 (43.) | 4:15,38 min |

Titelverteidiger: Lasse Kjus (NOR)

Datum: 21. Februar, 11:30 (Abfahrt)
20. Februar, 17:30 Uhr / 20:30 Uhr (Slalom)
Abfahrtsstrecke: „Veleta“

Streckenlänge: 3524 m, Höhenunterschied: 800 m

Tore: 36
Slalomstrecke: „Neveros“

Länge: 520 m, Höhenunterschied: 200 m

Tore: 59 (1. Lauf), 55 (2. Lauf)
Am Start waren 64 Läufer, 44 klassierten sich.
Ausgeschieden u. a.: Ed Podivinsky (CAN), Alessandro Fattori (ITA), Christian Mayer (AUT), (im Slalom)

Disqualifiziert im Slalom: Hans Knauß (AUT), Sven Schnitzenbaumer, Christian Deissenböck (beide GER)

Disqualifiziert in der Abfahrt (1): Bruno Kernen (SUI)

Nicht zum Slalom angetreten: Berni Huber (GER), Tommy Moe (USA)

Nicht zur Abfahrt angetreten: Kristian Ghedina (ITA)

## Frauen

### Abfahrt
| Platz | Land | Sportlerin            | Zeit        |
| ----- | ---- | --------------------- | ----------- |
| 1     | USA  | Picabo Street         | 1:54,06 min |
| 2     | GER  | Katja Seizinger       | 1:54,63 min |
| 3     | USA  | Hilary Lindh          | 1:54,70 min |
| 4     | CAN  | Kate Pace             | 1:54,71 min |
| 5     | USA  | Megan Gerety          | 1:54,95 min |
| 6     | ITA  | Isolde Kostner        | 1:55,04 min |
| 7     | SUI  | Heidi Zeller-Bähler   | 1:55,12 min |
| 8     | ITA  | Bibiana Perez         | 1:55,18 min |
|       | AUT  | Renate Götschl        | 1:55,18 min |
| 10    | SUI  | Corinne Rey-Bellet    | 1:55,35 min |
| 11    | AUT  | Michaela Dorfmeister  | 1:55,78 min |
| -     | -    | -                     | -           |
| 14    | SUI  | Heidi Zurbriggen      | 1:55,83 min |
| 15    | GER  | Katharina Gutensohn   | 1:55,95 min |
| 16    | AUT  | Alexandra Meissnitzer | 1:56,36 min |
| 18    | SUI  | Madlen Summermatter   | 1:56,64 min |
| 19    | GER  | Miriam Vogt           | 1:55,18 min |
| 24    | GER  | Regina Häusl          | 1:56,97 min |
| 27    | AUT  | Ingrid Stöckl         | 1:57,48 min |

Titelverteidigerin: Kate Pace (CAN)

Datum: 18. Februar, 13:00 Uhr

Piste: „Veleta“

Länge: 3396 m, Höhenunterschied: 800 m
Am Start waren 40 Läuferinnen, 38 von ihnen erreichten das Ziel.

### Super-G
| Platz | Land | Sportlerin            | Zeit        |
| ----- | ---- | --------------------- | ----------- |
| 1     | ITA  | Isolde Kostner        | 1:21,00 min |
| 2     | SUI  | Heidi Zurbriggen      | 1:21,66 min |
| 3     | USA  | Picabo Street         | 1:21,71 min |
| 4     | ITA  | Barbara Merlin        | 1:21,80 min |
| 5     | USA  | Hilary Lindh          | 1:21,82 min |
| 6     | NOR  | Ingeborg Helen Marken | 1:22,22 min |
| 7     | GER  | Katharina Gutensohn   | 1:22,28 min |
| 8     | GER  | Martina Ertl          | 1:22,37 min |
| -     | -    | -                     | -           |
| 10    | SUI  | Corinne Rey-Bellet    | 1:22,43 min |
| 13    | GER  | Regina Häusl          | 1:22,55 min |
| 14    | SUI  | Heidi Zeller-Bähler   | 1:22,57 min |
| 16    | AUT  | Anita Wachter         | 1:22,84 min |
| 17    | SUI  | Madlen Summermatter   | 1:22,89 min |
| 19    | GER  | Hilde Gerg            | 1:23,00 min |
| 20    | AUT  | Renate Götschl        | 1:23,03 min |
| 23    | AUT  | Alexandra Meissnitzer | 1:23,27 min |
| 29    | AUT  | Michaela Dorfmeister  | 1:24,20 min |

Titelverteidigerin: Katja Seizinger (GER)

Datum: 12. Februar, 11:30 Uhr

Piste: „Granados“

Länge: 2263 m, Höhenunterschied: 600 m

Tore: 32
Am Start waren 44 Läuferinnen, 37 von ihnen erreichten das Ziel.

Die ÖSV-Läuferinnen erlebten eine selten schwere Niederlage bei Weltmeisterschaften, sieht man von der «Nullnummer» in dem ebenfalls als Weltmeisterschaft geltenden Olympiaslalom 1976 ab.
Ausgeschieden u. a.: Nathalie Bouvier (FRA), Kate Pace (CAN), Katja Seizinger (GER), Mélanie Turgeon (CAN)

### Riesenslalom
| Platz | Land | Sportlerin              | Zeit        |
| ----- | ---- | ----------------------- | ----------- |
| 1     | ITA  | Deborah Compagnoni      | 2:10,74 min |
| 2     | SUI  | Karin Roten             | 2:11,09 min |
| 3     | GER  | Martina Ertl            | 2:11,44 min |
| 4     | AUT  | Anita Wachter           | 2:11,90 min |
| 5     | GER  | Katja Seizinger         | 2:11,92 min |
| 6     | ITA  | Isolde Kostner          | 2:12,17 min |
| 7     | LIE  | Birgit Heeb             | 2:12,99 min |
| 8     | ESP  | Ainhoa Ibarra Astelarra | 2:13,01 min |
| 9     | AUT  | Michaela Dorfmeister    | 2:13,03 min |
| -     | -    | -                       | -           |
| 16    | SUI  | Heidi Zurbriggen        | 2:15,16 min |
| 17    | GER  | Hilde Gerg              | 2:15,61 min |

Titelverteidigerin: Carole Merle (FRA) (Karriere-Ende 1994)

Datum: 22. Februar, 09:30 Uhr (1. Lauf), 13:00 Uhr (2. Lauf)

Piste: „Fuente del Tesoro“

Länge: 1077 m, Höhenunterschied: 395 m

Tore: 53 (1. Lauf), 48 (2. Lauf)
Am Start waren 56 Läuferinnen, 32 von ihnen erreichten das Ziel.

Martina Ertl kam noch von Rang 14 auf Bronze, demgegenüber stürzte die nach dem ersten Lauf mit Nr. 1 klar führende Sonja Nef.
Ausgeschieden u. a.: Sabina Panzanini (ITA), Madlen Summermatter-Brigger (SUI), Ingeborg Helen Marken (NOR), Ylva Nowén (SWE) (alle erster Lauf); Nataša Bokal (SLO), Annemarie Gerg (GER), Karin Köllerer (AUT), Barbara Merlin (ITA), Sonja Nef (SUI) (alle zweiter Lauf)

Nicht mehr zum 2. Lauf angetreten: Alexandra Meissnitzer (AUT)

### Slalom
| Platz | Land | Sportlerin         | Zeit        |
| ----- | ---- | ------------------ | ----------- |
| 1     | SWE  | Pernilla Wiberg    | 1:31,46 min |
| 2     | FRA  | Patricia Chauvet   | 1:32,32 min |
| 3     | SLO  | Urška Hrovat       | 1:32,33 min |
| 4     | NZL  | Claudia Riegler    | 1:32,42 min |
| 5     | AUT  | Ingrid Salvenmoser | 1:32,54 min |
| 6     | SWE  | Kristina Andersson | 1:32,64 min |
| 7     | AUT  | Elfi Eder          | 1:32,67 min |
| 8     | CZE  | Kateřina Tichý     | 1:33,28 min |
| 9     | AUT  | Karin Köllerer     | 1:33,38 min |
| -     | -    | -                  | -           |
| 11    | SUI  | Martina Accola     | 1:33,66 min |
| 13    | GER  | Hilde Gerg         | 1:34,83 min |

Titelverteidigerin: Karin Buder (AUT) (Karriere-Ende 1993)

Datum: 24. Februar, 09:30 Uhr (1. Lauf), 13:00 Uhr (2. Lauf)

Piste: „Neveros“

Länge: 500 m, Höhenunterschied: 200 m

Tore: 48 (1. Lauf), 58 (2. Lauf)
Am Start waren 61 Läuferinnen, 27 von ihnen erreichten das Ziel.
Ausgeschieden u. a.: Deborah Compagnoni (ITA), Zali Steggall (AUS), Anita Wachter (AUT), Katja Koren (SLO), Martina Ertl (GER), Karin Roten (SUI), Trine Bakke (NOR), Sonja Nef (SUI), Leïla Piccard (FRA), Marianne Kjørstad (NOR), Angela Zimmermann (GER) (alle erster Durchgang); Annemarie Gerg (GER), Marlies Oester (SUI) (zweiter Durchgang)

### Kombination
| Platz | Land | Sportlerin            | Zeit A        | Zeit S        | Gesamt      |
| ----- | ---- | --------------------- | ------------- | ------------- | ----------- |
| 1     | SWE  | Pernilla Wiberg       | 1:44,00 (19.) | 1:35,68 (1.)  | 3:19,68 min |
| 2     | AUT  | Anita Wachter         | 1:43,37 (12.) | 1:38,36 (3.)  | 3:21,73 min |
| 3     | NOR  | Marianne Kjørstad     | 1:45,38 (27.) | 1:36,97 (2.)  | 3:22,35 min |
| 4     | AUT  | Renate Götschl        | 1:42,46 (6.)  | 1:40,19 (8.)  | 3:22,65 min |
| 5     | GER  | Katja Seizinger       | 1:42,16 (3.)  | 1:40,66 (9.)  | 3:22,82 min |
| 6     | NOR  | Ingeborg Helen Marken | 1:42,83 (10.) | 1:40,00 (6.)  | 3:22,83 min |
| 7     | GER  | Miriam Vogt           | 1:44,42 (24.) | 1:39,83 (5.)  | 3:24,25 min |
| 8     | GER  | Martina Ertl          | 1:44,25 (22.) | 1:40,81 (10.) | 3:25,06 min |
| 9     | SLO  | Katja Koren           | 1:46,48 (30.) | 1:38,86 (4.)  | 3:25,34 min |
| 10    | GER  | Hilde Gerg            | 1:44,20 (21.) | 1:41,28 (11.) | 3:25,48 min |
| 11    | GER  | Sibylle Brauner       | 1:45,38 (27.) | 1:40,12 (7.)  | 3:25,50 min |
| 12    | AUT  | Michaela Dorfmeister  | 1:43,20 (11.) | 1:42,58 (13.) | 3:25,78 min |

Titelverteidigerin: Miriam Vogt (GER)

Datum: 16. Februar, 13:00 (Abfahrt)
19. Februar, 10:00 Uhr / 13:30 Uhr (Slalom)
Abfahrtsstrecke: „Velera“

Streckenlänge: 3084 m, Höhenunterschied: 720 m

Tore: 34
Slalomstrecke: „Neveros“

Länge: 475 m, Höhenunterschied: 160 m

Tore: 48 (1. Lauf), 55 (2. Lauf)
Am Start waren 40 Läuferinnen (sie kamen alle in der Abfahrt ins Klassement); nach dem Slalom verblieben davon 17

Die Abfahrt wurde von Picabo Street in 1:41,95 vor Isolde Kostner (+0,20 s) gewonnen; weiters: 4. Gerety, 5. Zeller-Bähler, 7. Lindh, 9. Perez, 10. Selenskaja, 15. Gladyschewa, 16. Zurbriggen, 17. Rey Bellet, 20. Stöckl, 26. Oester
Ausgeschieden u. a.: Swetlana Gladyschewa (RUS), Isolde Kostner (ITA), Hilary Lindh (USA), Marlies Oester (SUI), Bibiana Perez (ITA), Corinne Rey-Bellet (SUI), Warwara Selenskaja (RUS), Ingrid Stöckl (AUT), Heidi Zeller-Bähler (SUI), Heidi Zurbriggen (SUI)

Nicht zum Slalom angetreten: Picabo Street (USA)

## Medaillenspiegel
| Platz | Land               | Gold | Silber | Bronze | Gesamt |
| ----- | ------------------ | ---- | ------ | ------ | ------ |
| 1     | Italien            | 4    | 1      | –      | 5      |
| 2     | Schweden           | 2    | 1      | –      | 3      |
| 3     | Österreich         | 1    | 2      | 1      | 4      |
| 4     | Norwegen           | 1    | 1      | 2      | 4      |
| 5     | Vereinigte Staaten | 1    | –      | 2      | 3      |
| 6     | Luxemburg          | 1    | –      | –      | 1      |
| 7     | Schweiz            | –    | 3      | 2      | 5      |
| 8     | Deutschland        | –    | 1      | 1      | 2      |
|       | Frankreich         | –    | 1      | 1      | 2      |
| 10    | Slowenien          | –    | –      | 1      | 1      |